# Златка синяя сосновая
Златка синяя сосновая, или златка синяя, или златка пожарищ синяя (лат. Phaenops cyanea) — вид жуков из семейства златок, подсемейства Buprestinae.

## Распространение
На территории бывшего СССР распространён в европейской её части, а также в Магаданской, Хабаровской, Амурской и Приморской областях, на Кавказе, в Сибири и Якутии. Встречается также в северной части Монголии, Западной Европе и Северной Африке.

## Описание
Взрослые жуки достигают 5,2-12,4 мм в длину. На надкрыльях отсутствуют светлые пятна. Верхняя часть имеет сине-зелёный, оливково-зелёный, бронзово-зелёный, фиолетовый или синий окрас.